# Vida É um Souvenir Made in Hong Kong
Vida é um Souvenir Made in Hong Kong - Livro de Canções é o segundo livro escrito pelo cantor e compositor maranhense Zeca Baleiro.
O livro traz alguns de seus melhores poemas musicados.